# Fluoré (papillon)
Colias alfacariensis
Espèce
Synonymes
- Colias sareptensis Staudinger, 1871 (nomen dubium)
- Colias hyale sareptensis Alphéraky, 1875
- Colias hyale alba Rühl, 1893
- Colias hyale meridionalis Krulikowsky, 1903
- Colias australis Verity, 1911
- Colias hyale calida Verity, 1916

Le Fluoré (Colias alfacariensis) est une espèce de lépidoptères de la famille des Pieridae et de la sous-famille des Coliadinae.

## Noms vernaculaires
- en français : le Fluoré, le Soufré jumeau[1].
- en anglais : Berger's Clouded Yellow.
- en allemand : Hufeisenklee-Gelbling, Südliche Heufalter.
- en néerlandais : zuidelijke luzernevlinder.
- en polonais : Szlaczkoń południowiec.

## Description

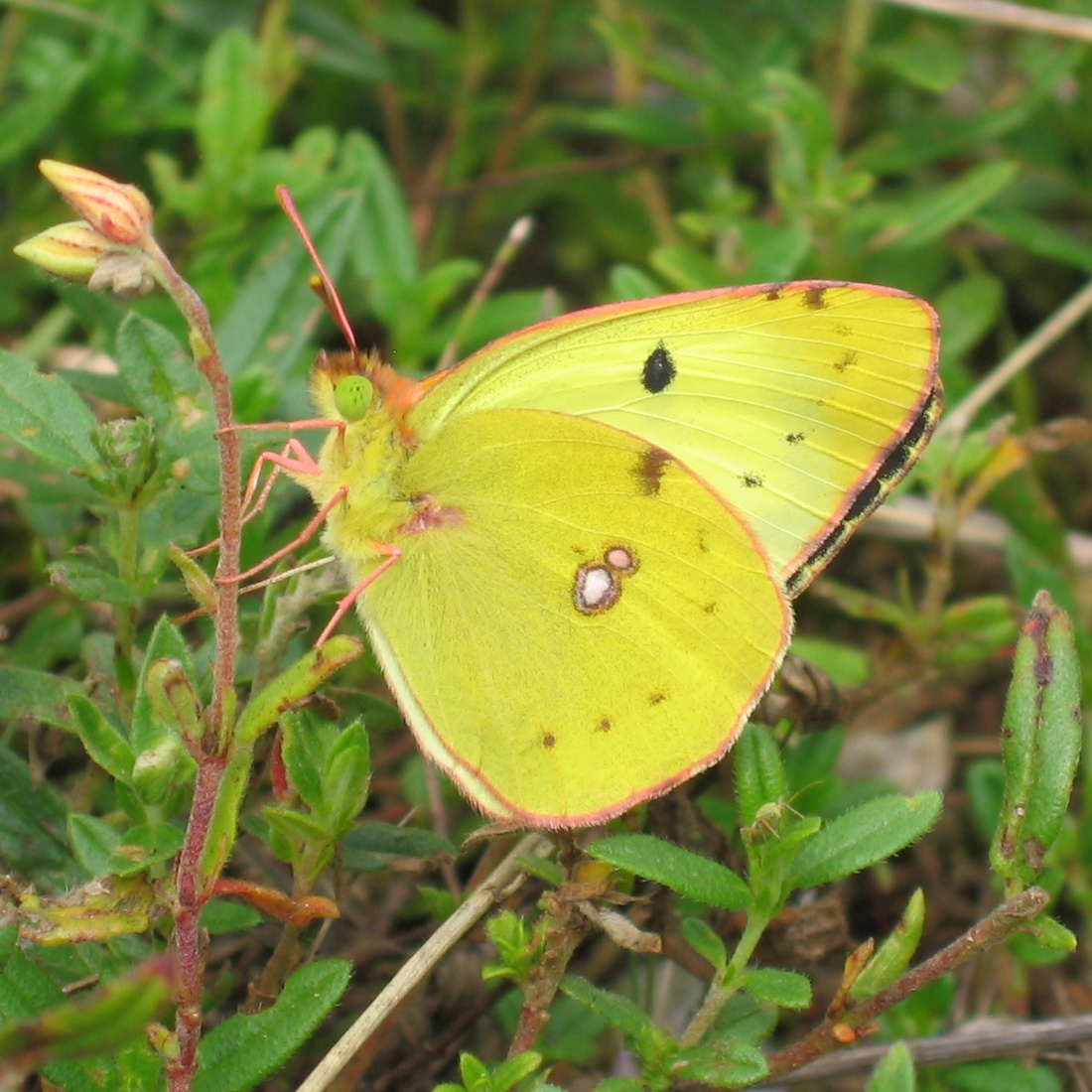
Fluoré mâle

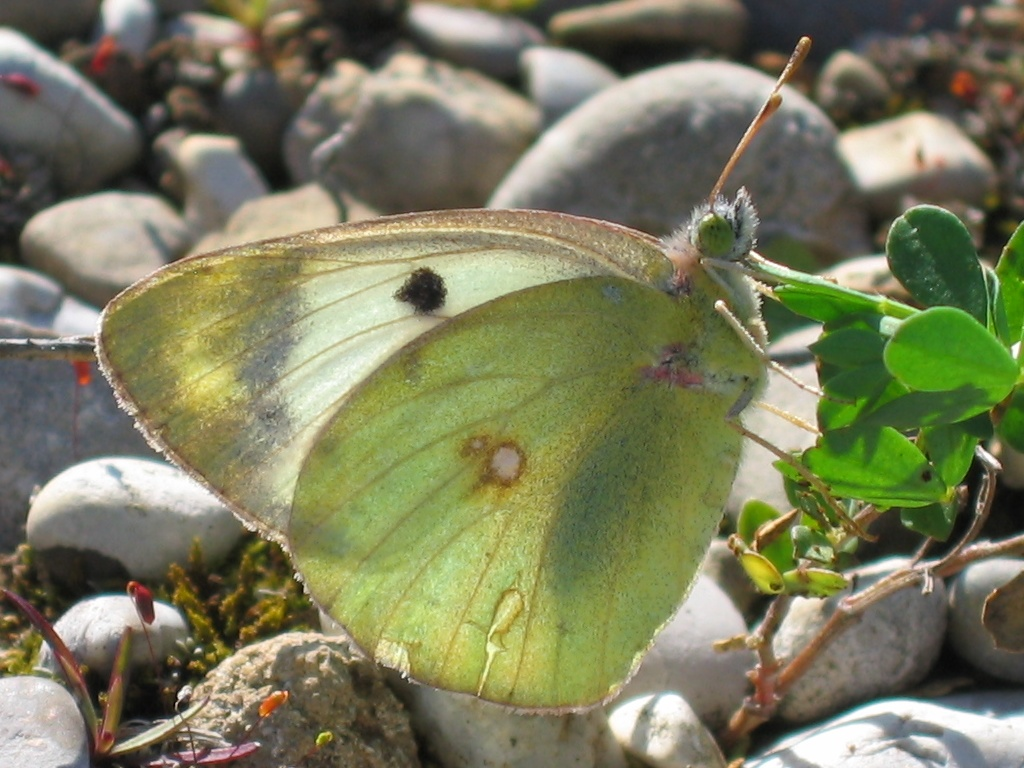
Fluoré femelle

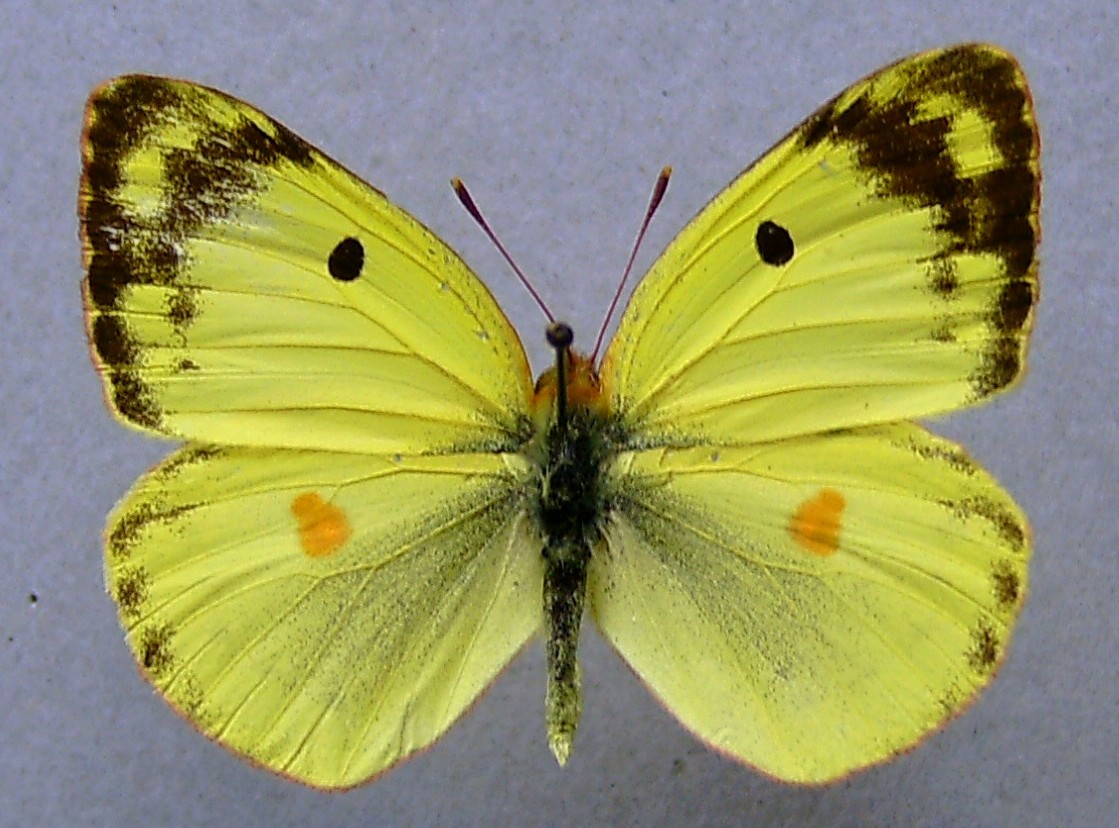
Fluoré mâle

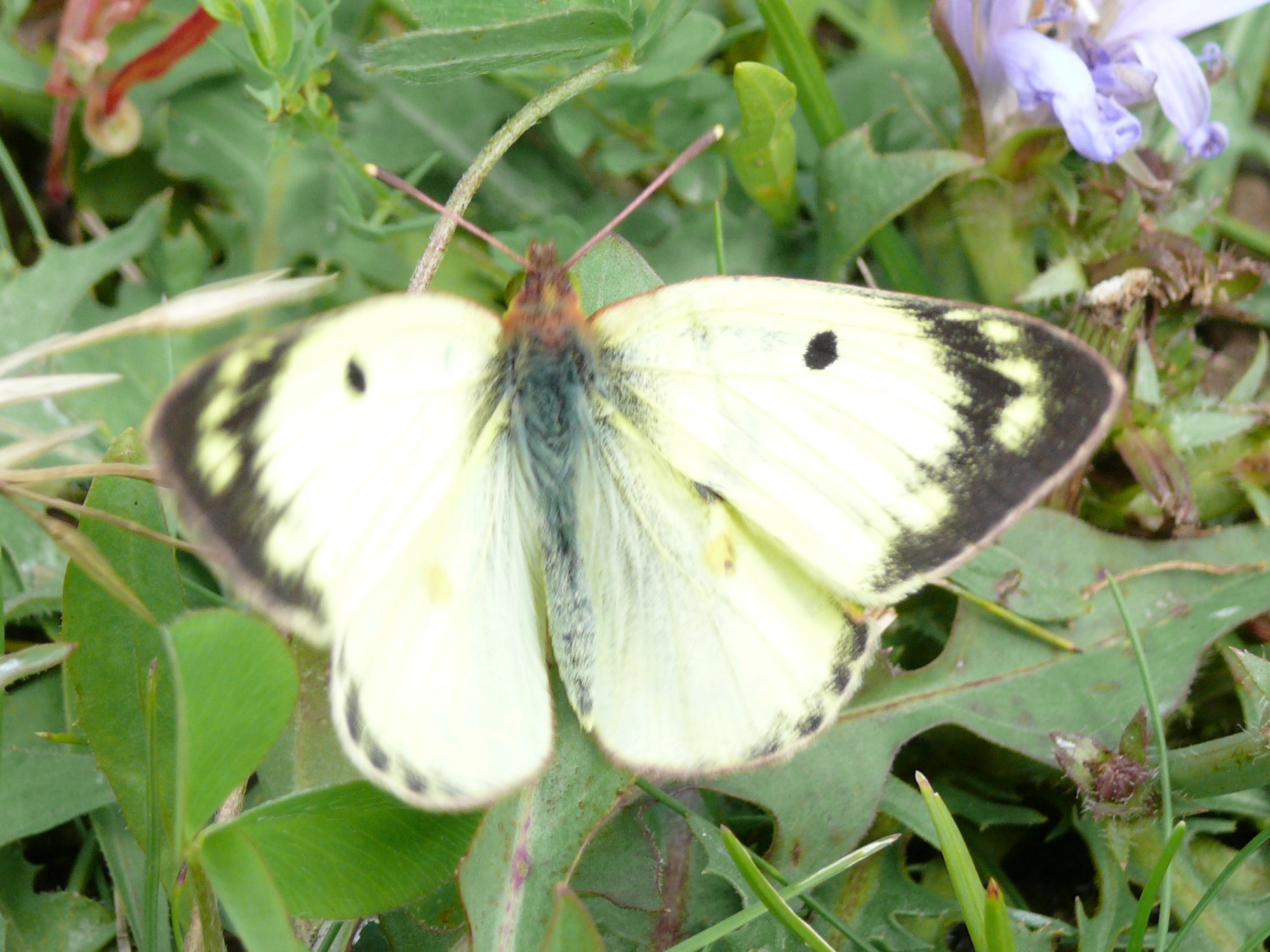
Fluoré femelle

### Imago
L'imago du Fluoré a le dessus des ailes jaune pâle chez le mâle et blanc jaunâtre chez la femelle, avec dans les deux cas un point discoïdal noir et une large bordure noire tachée de clair à l'aile antérieure, et une tache discoïdale orange à l'aile postérieure. 
Les deux sexes ont le revers des ailes jaune, avec de petites taches postdiscales brunes et un dessin discoïdal en 8 à l'aile postérieure ; la femelle a l'aile antérieure plus blanche. 
Le Fluoré est très difficile voire impossible à distinguer avec certitude du Soufré (Colias hyale) par son ornementation alaire. Leurs différences sont ténues et inconstantes ; elles incluent l'apex de l'aile antérieure qui est généralement plus arrondi chez le Fluoré, et des couleurs en moyenne plus vives. Les meilleurs critères de différenciation sont la livrée de la chenille, les plantes-hôtes et le biotope.

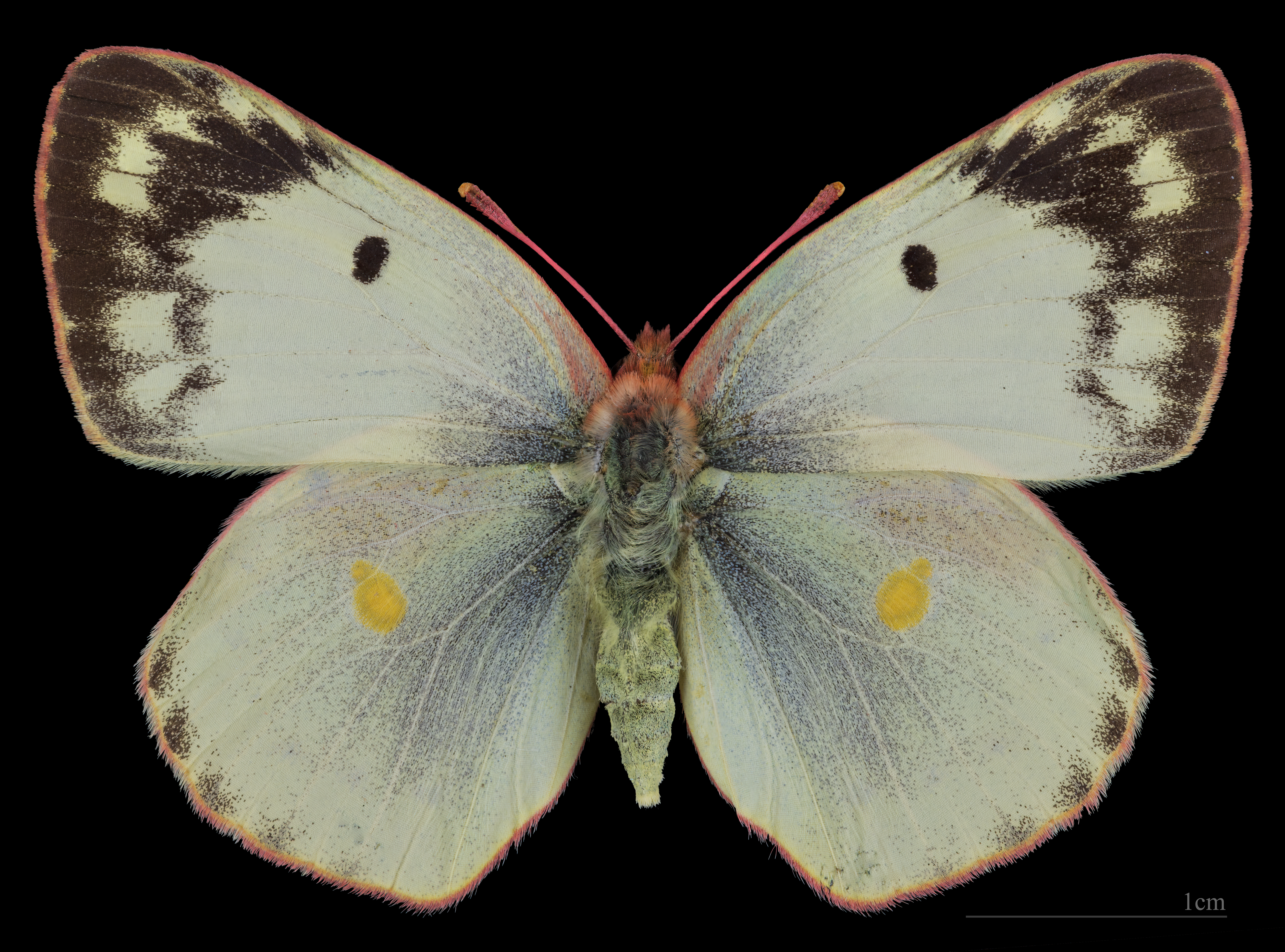
Colias alfacariensis  ♀  MHNT
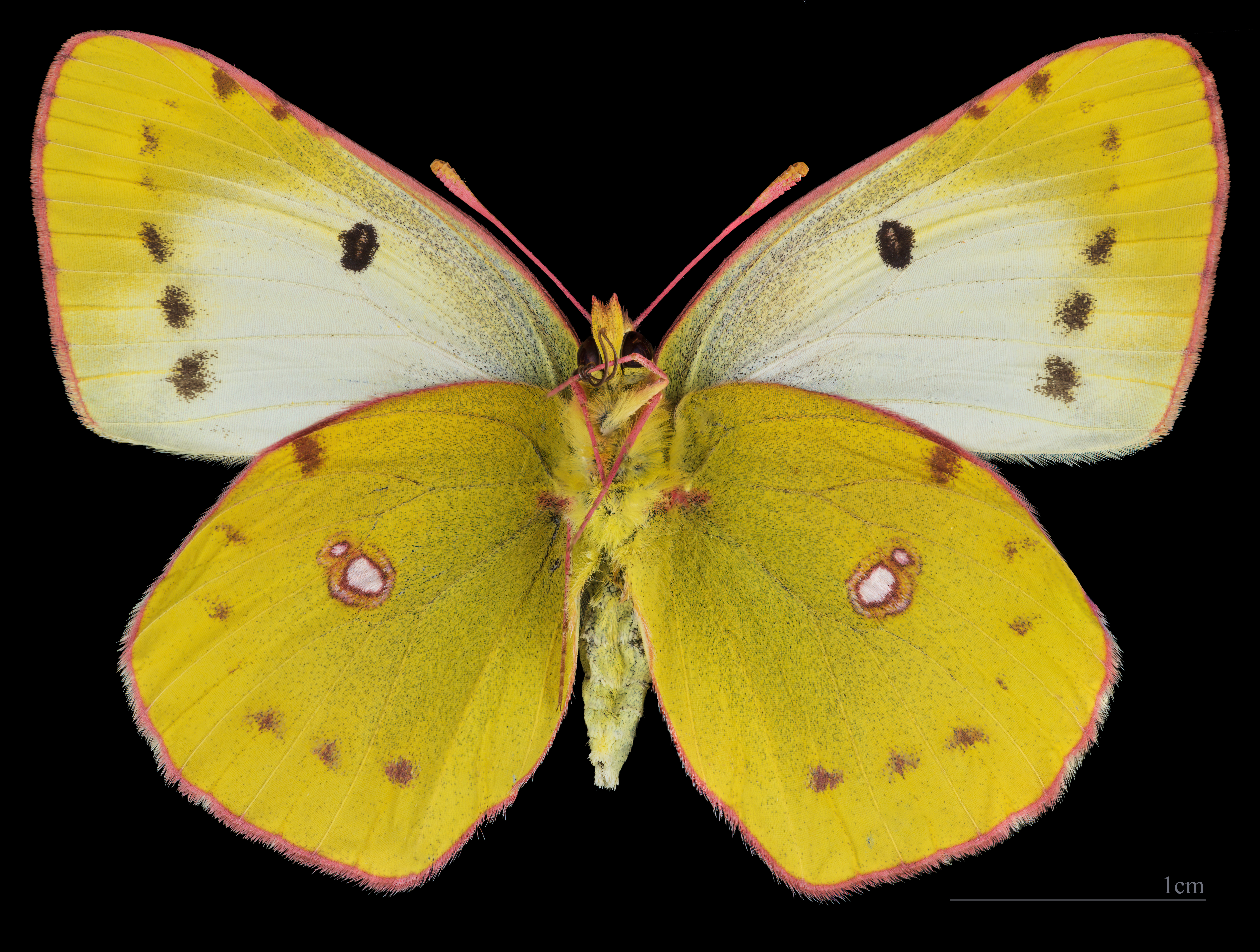
Colias alfacariensis △ MHNT

### Premiers stades
Les œufs éclosent vite ; les chenilles sont principalement vert turquoise et sont ornées à maturité de quatre raies jaunes et quatre rangées de points noirs caractéristiques, ce qui les distinguent facilement des chenilles du Soufré.
De la chrysalide vert vif émerge rapidement le papillon (en une semaine par temps favorable)[réf. souhaitée].

## Biologie

### Phénologie
Le Fluoré vole de mars à novembre, en deux à quatre générations selon les régions. Il hiverne sous forme de chenille.

### Plantes-hôtes
Les plantes-hôtes de la chenille sont Hippocrepis comosa, Astragalus monspessulanus et Securigera varia.

## Distribution et biotopes

### Distribution
Le Fluoré est répandu en Europe centrale et méridionale, plus à l'est en Asie mineure, dans le Sud de la Russie, le Caucase, l'Asie centrale et jusqu'en Chine.
Il peut être migrateur dans le Nord de son aire de répartition et atteindre alors le Danemark ou le Sud de l'Angleterre.
Répandu dans une grande partie de la France métropolitaine, il manque dans le Massif armoricain et en Corse,.

### Biotopes
Le Fluoré affectionne les friches ensoleillées, les milieux ouverts ou rocailleux et secs, jusqu'à plus de 1 000 m, et sur sol calcaire.

## Systématique

### Validité du nom scientifique
Le taxon actuellement appelé Colias alfacariensis a longtemps été l'objet d'un imbroglio nomenclatural dû à la coexistence de plusieurs noms dont la validité faisait débat.
Le nom actuel d’alfacariensis remonte à la description par Carl Ribbe (en), en 1905, de Colias hyale ab. alfacariensis (en tant que forme infra-subspécifique, donc a priori indisponible pour désigner une espèce). Par souci de stabilité nomenclaturale, la Commission internationale de nomenclature zoologique a rendu ce nom disponible, puis décidé de le rendre prioritaire sur trois noms plus anciens mais peu usités.
Certaines sources, utilisent encore le nom Colias sareptensis Staudinger, 1871, mais celui-ci est généralement considéré comme invalide car lui aussi infra-subspécifique.

### Sous-espèces
Plusieurs sous-espèces ont été décrites :
- Colias alfacariensis alfacariensis ;
- Colias alfacariensis fontainei Reissinger, 1989 — en Arménie ;
- Colias alfacariensis remota Reissinger, 1989 — dans le Sud de l'Europe et le Caucase ;
- Colias alfacariensis saissanica Reissinger, 1989 — au Kazakhstan ;
- Colias alfacariensis vihorlatensis Reissinger, 1989 — dans les Carpates.

## Statut de conservation
Colias alfacariensis est classé au niveau LC (préoccupation mineure) sur la liste rouge des papillons de jour européens publiée en 2010 et sur la liste rouge des papillons de jour de France métropolitaine publiée en 2012.